# Antiterrorisme

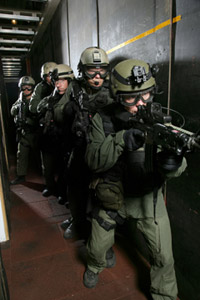
Agents de l'Hostage Rescue Team du FBI.

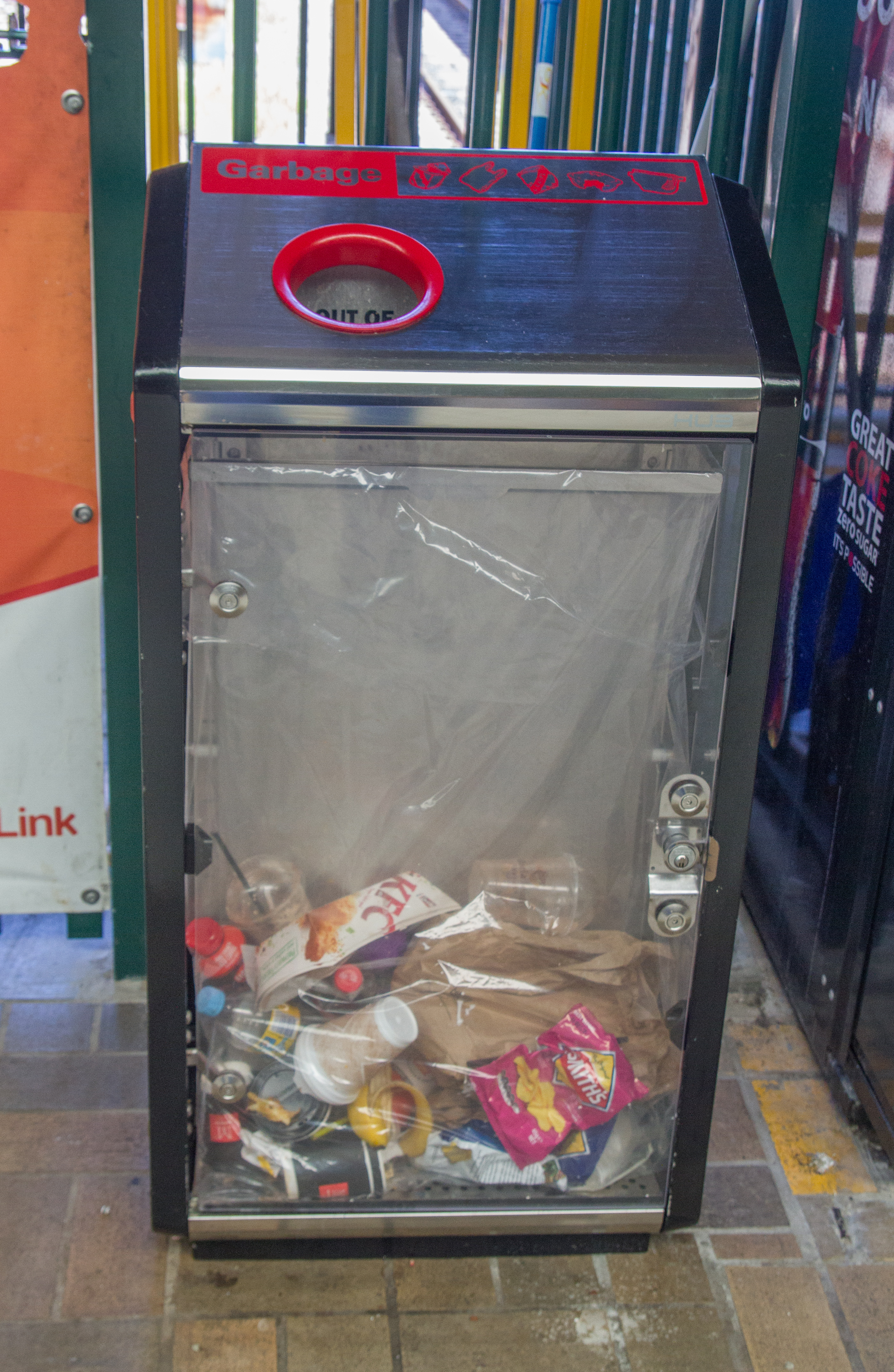
Poubelle transparente à la gare centrale de Sydney en Australie, permettant de vérifier le contenu.

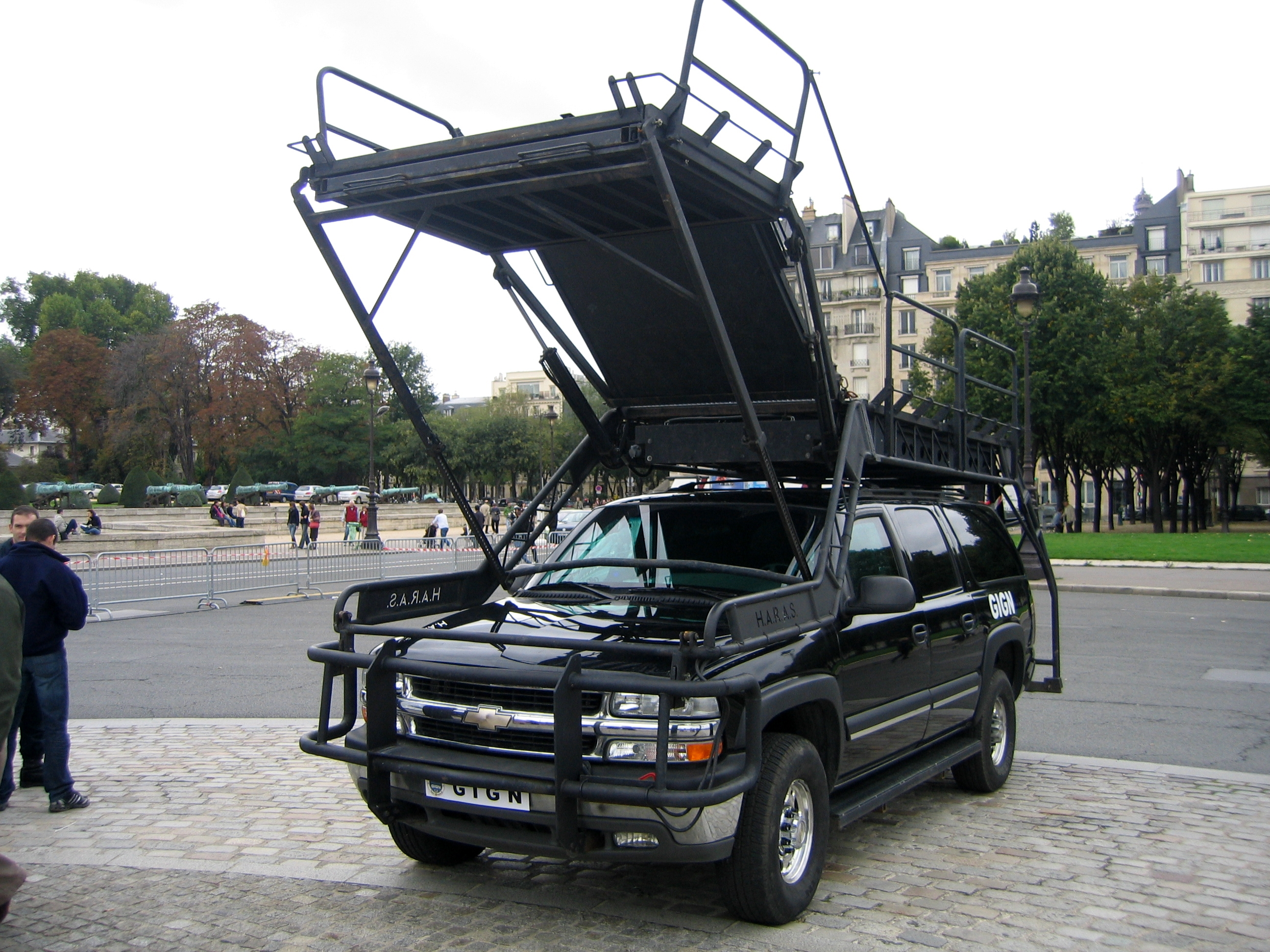
Véhicule d'assaut SWATEC utilisé par le Groupe d'intervention de la Gendarmerie nationale (GIGN).

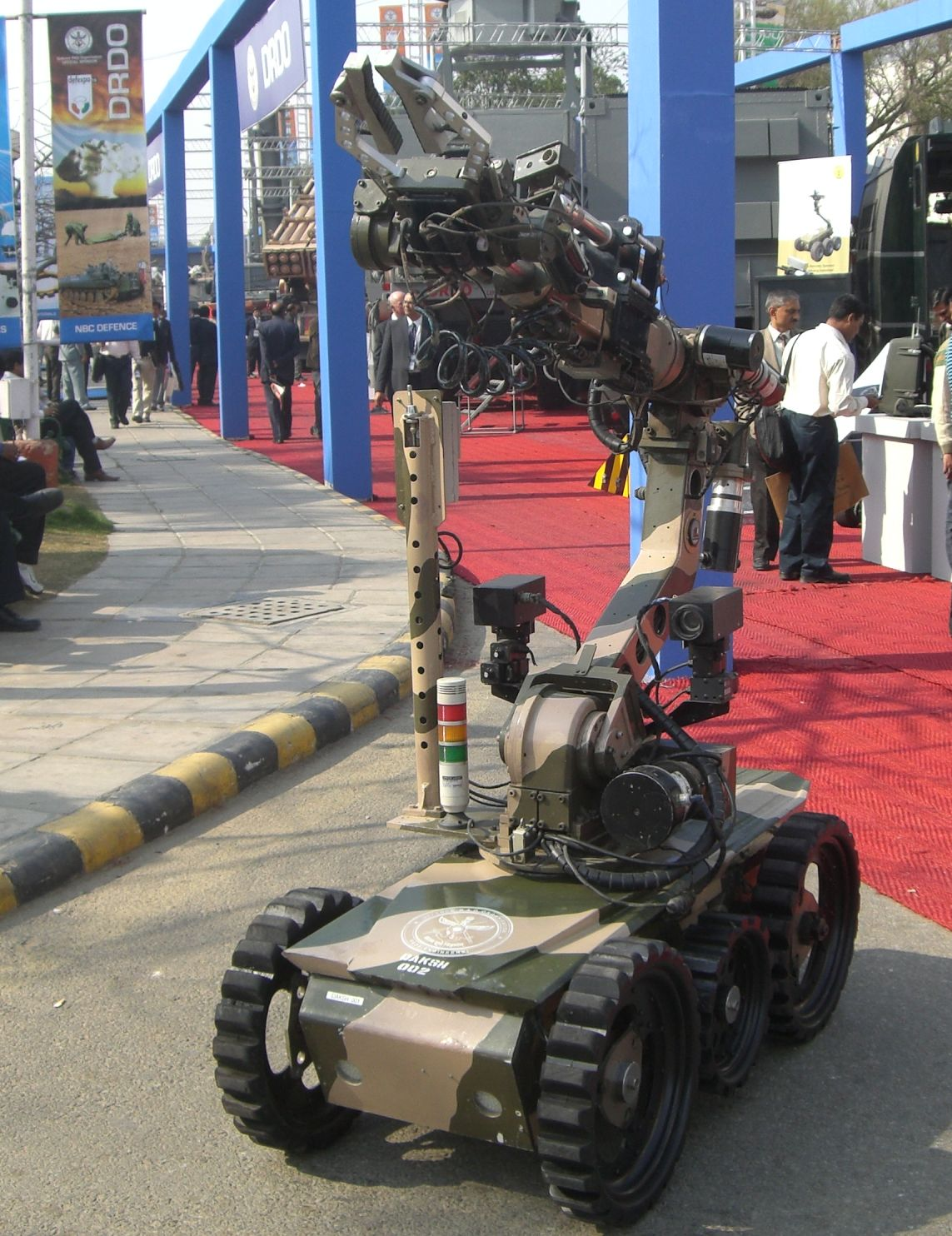
Robot motorisé et téléguidé indien, utilisé pour traiter les objets piégés de type IED (improvised explosive devices).

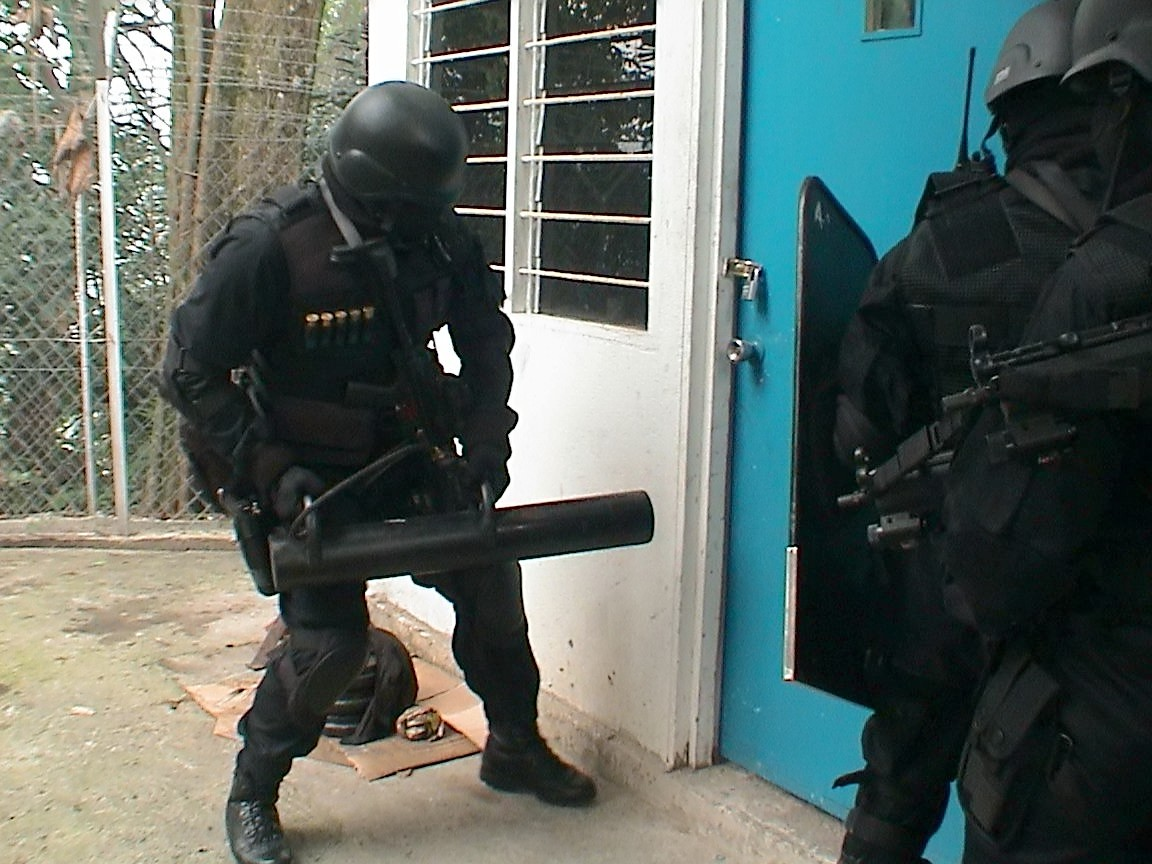
Un détachement de l'unité antiterroriste Pasukan Gerakan Khas (PGK) de la police royale malaisienne à l'entraînement.

L’antiterrorisme (ou lutte contre le terrorisme) est l'ensemble des tactiques et stratégies de défense et de sécurité que les gouvernements, les militaires et d'autres groupes adoptent pour combattre le terrorisme.
L'antiterrorisme s'appuie sur des lois particulières ainsi que des services policiers et judiciaires spéciaux.
Ce sont les services de renseignement qui s'occupent de la surveillance des terroristes.
La coopération internationale permet une collaboration entre les différents services de renseignement ou de police, de plus Interpol peut coordonner des actions antiterroristes à l'échelle internationale. Les interventions sont confiées à des forces spéciales.
Selon le criminologue Maurice Cusson, les opérations de l'antiterrorisme ciblent les conditions de réussite des attentats. Elles s'appuient sur huit actions :
- détecter,
- surveiller et contrôler,
- riposter,
- intercepter,
- démanteler,
- protéger,
- désarmer,
- tenir à distance.

## Législation nationale
La législation sur le terrorisme rejoint en partie celle consacrée aux infractions politiques.

### France
En France, l'antiterrorisme dépend du ministère de l'Intérieur, plus précisément de la direction générale de la Sécurité intérieure (DGSI). À titre d'exemple, à la suite des attentats de janvier 2015, le Gouvernement a été amené à faire voter la loi relative au renseignement.[réf. souhaitée]
- Loi du 23 janvier 2006 relative à la lutte contre le terrorisme (France)
- Loi renforçant la lutte contre le crime organisé, le terrorisme et leur financement, et améliorant l'efficacité et les garanties de la procédure pénale (France, 2016)
- Loi renforçant la sécurité intérieure et la lutte contre le terrorisme (France, 2017)
- Projet de loi relatif à la prévention d'actes de terrorisme et au renseignement (France, 2021)
- Règlement européen contre la diffusion du terrorisme en ligne (Union européenne, 2021)

### États-Unis
Les États-Unis ont défini le terrorisme dans le Federal Criminal Code (Section 2331 du Chapitre 113B de la Partie I du Titre 18) comme :

« activités impliquant des actes violents [ou menaçant la vie] en violation des lois criminelles des États-Unis ou de tout État et […] apparaissant destinés (i) à intimider ou contraindre une population civile ; (ii) à influencer la politique d'un gouvernement par l'intimidation ou la contrainte ; ou (iii) à affecter la conduite d'un gouvernement par destruction de masse, assassinat, ou kidnapping »

L'article 22 de l'United States Code, Section 2656f(d), définit certains éléments : 
- « le terme « terrorisme » signifie violence préméditée, motivée politiquement, perpétrée contre des cibles non-combattantes par des groupes sous-nationaux ou des agents clandestins, habituellement dans l'intention d'influencer un public ».
- « le terme « terrorisme international » signifie terrorisme impliquant des citoyens ou le territoire de plus d'un pays ».
- « le terme « groupe terroriste » signifie tout groupe pratiquant, ou qui comprend des sous-groupes significatifs qui pratiquent, le terrorisme international. Les non combattants incluent à la fois les personnels militaires et civils qui ne sont pas armés ou sont en repos au moment … Nous considérons également comme actes de terrorisme les attaques contre des installations militaires ou contre du personnel militaire armé quand il n'existe pas de situation d'hostilités militaires sur le site, comme le bombardement de bases US ».

Edward Peck, ancien chef de mission des États-Unis en Irak et ambassadeur en Mauritanie a exprimé l'opinion suivante : 

« En 1985, quand j'étais directeur adjoint de la Task Force sur le terrorisme de Reagan, […] ils nous ont demandé de produire une définition du terrorisme qui pourrait être utilisée par tout le gouvernement. Nous en avons produit environ six, et dans absolument chaque cas, elles furent rejetées, parce qu'une lecture attentive indiquait que notre propre pays avait été impliqué dans une de ces activités. […] Après que la task force eut terminé son travail, le Congrès s'y est mis, et vous pouvez regarder dans le Code U.S. Titre 18, Section 2331, et lire la définition américaine du terrorisme. Et l'un d'eux dit – un des termes, « terrorisme international », signifie « activités qui, je cite, apparaissent avoir pour but d'affecter la conduite d'un gouvernement par destruction de masse, assassinat or kidnapping ». […] Oui, bien, certainement, Vous pouvez penser à un certain nombre de pays qui ont été impliqués dans de telles activités. Le nôtre en est. Israël en est un autre. Et donc, le terroriste, bien sûr, est dans l'œil du spectateur. »

— Edward Peck
Voici comment les lois et agences gouvernementales antiterroristes américaines définissent le terrorisme :
- Code of Federal Regulations des États-Unis : « … L'utilisation illégale de la force ou de la violence contre des personnes ou des biens pour intimider ou contraindre un gouvernement, la population civile, ou toute partie de celle-ci, pour atteindre des objectifs politiques ou sociaux » (28 C.F.R. Section 0.85).
- Actuelle U.S. national security strategy : « violence préméditée contre des innocents, motivée politiquement ».
- Département de la Défense des États-Unis : « utilisation calculée de violence illégale pour instiller la peur; dans le but de contraindre ou d'intimider des gouvernements ou des sociétés dans la poursuite de buts qui sont généralement politiques, religieux ou idéologiques » .
- USA PATRIOT Act : « activités qui (A) comportent des actes dangereux pour la vie humaine qui sont une violation des lois criminelles des États-Unis ou de tout état, qui (B) apparaissent destinés (i) à intimider ou contraindre une population civile, (ii) à influencer la politique d'un gouvernement par l'intimidation ou la contrainte, ou (iii) à affecter la conduite d'un gouvernement par destruction de masse, assassinat, ou kidnapping, et (C) se produisent principalement dans le cadre de la juridiction territoriale des États-Unis ».
- Le National Counter Terrorism Center (NCTC) décrivait un acte terroriste comme étant : « prémédité; perpétré par un agent subnational ou clandestin; motivé politiquement, incluant potentiellement des motivations religieuses, philosophiques, ou culturellement symboliques; violent; et perpétré contre une cible non-combattante »[4].

### Royaume-Uni
Le Terrorism Act 2000 britannique définit le terrorisme de façon à inclure non seulement les infractions violentes contre des personnes et des dommages physiques aux biens, mais aussi des actes « conçus pour interférer sérieusement  avec ou perturber sérieusement un système électronique ». Toutefois les actes couverts par la définition devraient aussi être (a) conçus pour influencer le gouvernement ou intimider le public ou une section du public, et (b) être commis dans le but de faire avancer une cause politique, religieuse ou idéologique [ces trois derniers termes n'étant pas définis dans l'Acte].
Le Royaume-Uni voit sa législation contre le terrorisme évoluer par le Justice and Security Act 2013 La Section 117 of the Coroners and Justice Act 2009 et le Protection of Freedoms Act 2012.  Certains de ces changements visent notamment à mieux protéger les droits des personnes suspectées de terrorisme.

### Autriche
L'Autriche a amendé son Code pénal pour sanctionner le financement de groupes terroristes.

### Belgique
La Belgique a amendé son Code pénal pour sanctionner l'incitation, le recrutement, la formation, ou l'apprentissage en vue d'un acte terroriste, d'une peine pouvant aller de cinq à dix ans de prison.

### Hongrie
La Hongrie a amendé son Code pénal pour sanctionner la non-détection ou le financement de groupes terroristes au sens défini par la loi, d'une peine pouvant aller jusqu'à dix ou vingt ans de prison.

## Législation internationale

### Nations unies
Bien que l’Organisation des Nations unies n'ait pas encore accepté une définition du terrorisme, la « définition de consensus académique » de l'ONU, rédigée par l'expert en terrorisme A.P. Schmid et largement utilisée en sciences sociales, est la suivante :

« Le terrorisme est une méthode d'action violente répétée inspirant l'anxiété, employée par des acteurs clandestins individuels, en groupes ou étatiques (semi-) clandestins, pour des raisons idiosyncratiques, criminelles ou politiques, selon laquelle — par opposition à l'assassinat — les cibles directes de la violence ne sont pas les cibles principales. Les victimes humaines immédiates de la violence sont généralement choisies au hasard (cibles d'occasion) ou sélectivement (cibles représentatives ou symboliques) dans une population cible, et servent de générateurs de message. Les processus de communication basés sur la violence ou la menace entre les (organisations) terroristes, les victimes (potentielles), et les cibles principales sont utilisés pour manipuler la (le public) cible principale, en faisant une cible de la terreur, une cible d'exigences, ou une cible d'attention, selon que l'intimidation, la coercition, ou la propagande est le premier but. »

— Schmid, 1988
La définition légale courte de l'ONU, également proposée par A.P. Schmid est : « l'équivalent en temps de paix d'un crime de guerre ».
En novembre 2004, un Groupe de personnalités de haut niveau et le Secrétaire général ont proposé de définir le terrorisme comme « toute action […] qui a pour intention de causer la mort ou de graves blessures corporelles à des civils ou à des non-combattants, lorsque le but d'un tel acte est, de par sa nature ou son contexte, d'intimider une population, ou de forcer un gouvernement ou une organisation internationale à prendre une quelconque mesure ou à s'en abstenir ».

### Conseil de l'Europe
La Convention européenne pour la répression du terrorisme du 27 janvier 1977 dispose que Pour les "besoins de l'extradition", les infractions d'actes politiques violents ne peuvent être considérées comme infraction politique (art.1 et 2). Les pays contractants ne sont pas tenus d'extrader un individu suspect si la demande d'extradition est motivée "pour des considérations de race, de religion, de nationalité ou d'opinions politiques" ou si "la situation de cette personne risque d'être aggravée" (art.8). Si la convention ne contient pas de définition explicite du terrorisme, il consigne un certain nombre d'actes ("capture illicite d'aéronef", "infractions graves constituées par une attaque contre la vie, l'intégrité corporelle ou la liberté des personnes ayant droit à une protection internationale", "l'enlèvement", "la prise d'otage", "la séquestration arbitraire"), mais aussi des facteurs aggravants ("qu'elle a créé un danger collectif pour la vie, l'intégrité corporelle ou la liberté des personnes", "qu'elle a atteint des personnes étrangères aux mobiles qui l'ont inspirée", "que des moyens cruels ou perfides ont été utilisés pour sa réalisation"). La convention est amendée en 2003. Sont rajoutés les infractions "comprises dans le champ d’application "de la Convention sur la protection physique des matières nucléaires", "du Protocole pour la répression des actes illicites de violence dans les aéroports servant à l’aviation civile internationale", "de la Convention pour la répression d’actes illicites contre la sécurité de la navigation maritime", "du Protocole pour la répression d’actes illicites contre la sécurité des plates-formes fixes situées sur le plateau continental", "de la Convention internationale pour la répression des attentats terroristes à l'explosif" et "de la Convention internationale pour la répression du financement du terrorisme". Alors que la convention de 1977 ne concernait que les auteurs et leurs complices, désormais peuvent aussi être poursuivis le "cerveau" des infractions ainsi que l'organisation à l'origine. Néanmoins, aucune définition d'un acte terroriste n'est donnée.
La Convention du Conseil de l’Europe pour la prévention du terrorisme du 16 mai 2005 définit ainsi les actes de terrorisme : ce sont les actes qui, "par leur nature ou leur contexte, visent à intimider gravement une population, ou à contraindre indûment un gouvernement ou une organisation internationale à accomplir ou à s'abstenir d'accomplir un acte quelconque, ou à gravement déstabiliser ou détruire les structures fondamentales politiques, constitutionnelles, économiques ou sociales d’un pays ou d’une organisation internationale". Les infractions terroristes sont les mêmes que prévu dans la convention amendée de 2003 (art.1). Sont également interdits la « provocation publique à commettre une infraction terroriste » (art.5), "recrutement pour le terrorisme" (art.6), « entraînement pour le terrorisme » (art.7). Dans ce texte est mis l'accent sur la lutte dans les domaines de l’éducation, de la culture, de l’information, des médias, de la sensibilisation du public" et du « dialogue inter-religieux » pour prévenir le terrorisme (art.3). Il est précisé dans l'art.26 que les armées officielles ni leurs actes ne sont concernés par la convention.
La Convention du Conseil de l’Europe relative au blanchiment, au dépistage, à la saisie et à la confiscation des produits du crime et au financement du terrorisme du 16 mai 2005 se base sur la résolution 1373 de l'ONU sur la menace à la paix et à la sécurité internationales résultant d’actes terroristes du 28 septembre 2001. Elle met en place une coopération entre les États membres visant à "dépister, rechercher, identifier, geler, saisir et confisquer les biens, d’origine licite ou illicite, utilisés ou destinés à être utilisés de quelque façon que ce soit, en tout ou en partie, pour le financement du terrorisme, ou les produits de cette infraction".
La Convention européenne du 10 janvier 2000 pour la répression du financement du terrorisme dispose que « Tout acte destiné à tuer ou blesser grièvement un civil ou toute autre personne qui ne participe pas directement aux hostilités dans une situation de conflit armé, lorsque par sa nature ou par son contexte, cet acte vise à intimider une population ou à contraindre un gouvernement ou une organisation internationale à accomplir ou à s'abstenir d'accomplir un acte quelconque. »

### Union européenne
La lutte contre le terrorisme est l'un des principaux éléments de coopération en matière de sécurité dans l'Union européenne et entre les États membres.
Le risque terroriste est notamment pris en considération par les services de l'Union européenne comme Europol. La menace reste d'actualité en 2013  selon un rapport de 2015. Cette menace commune a conduit l'Union européenne à développer une stratégie visant à lutter contre le terrorisme. Les attentats de Madrid en 2004 représentèrent un tournant à la suite duquel le Conseil européen adopta une déclaration sur la lutte contre le terrorisme et s'employa à renforcer sa capacité d'action. Le 19 septembre 2007, Gilles de Kerchove fut nommé coordinateur pour la lutte contre le terrorisme.
Auparavant, les actes terroristes étaient plutôt intuitivement perçus comme ayant un caractère local éventuellement lié aux spécificités territoriale ou historique d'un pays, et non comme une menace commune nécessitant une implication de l'Union européenne. 
En 2013, la législation anti-terroriste a évolué dans l'Union européenne.

#### Article 222 du TFUE
La compétence européenne concernant le terrorisme est prévu à l'article 222 du traité sur le fonctionnement de l'Union européenne (TFUE) qui prévoit une clause de solidarité qui dispose :

« 1. L'Union et ses États membres agissent conjointement dans un esprit de solidarité si un État membre est l'objet d'une attaque terroriste ou la victime d'une catastrophe naturelle ou d'origine humaine. L'Union mobilise tous les instruments à sa disposition, y compris les moyens militaires mis à sa disposition par les États membres, pour :
a) - prévenir la menace terroriste sur le territoire des États membres ;
-  protéger les institutions démocratiques et la population civile d'une éventuelle attaque terroriste ;
- porter assistance à un État membre sur son territoire, à la demande de ses autorités politiques, dans le cas d'une attaque terroriste ;
b) […]
2. Si un État membre est l'objet d'une attaque terroriste ou la victime d'une catastrophe naturelle ou d'origine humaine, les autres États membres lui portent assistance à la demande de ses autorités politiques. À cette fin, les États membres se coordonnent au sein du Conseil.
3. Les modalités de mise en œuvre par l'Union de la présente clause de solidarité sont définies par une décision adoptée par le Conseil, sur proposition conjointe de la Commission et du haut représentant de l'Union pour les affaires étrangères et la politique de sécurité. Lorsque cette décision a des implications dans le domaine de la défense, le Conseil statue conformément à l'article 31, paragraphe 1, du traité sur l'Union européenne. Le Parlement européen est informé.
Dans le cadre du présent paragraphe, et sans préjudice de l'article 240, le Conseil est assisté par le comité politique et de sécurité, avec le soutien des structures développées dans le cadre de la politique de sécurité et de défense commune, et par le comité visé à l'article 71, qui lui présentent, le cas échéant, des avis conjoints.
4. Afin de permettre à l'Union et à ses États membres d'agir d'une manière efficace, le Conseil européen procède à une évaluation régulière des menaces auxquelles l'Union est confrontée. »

L'article est complété par une « Déclaration ad article 222 du traité sur le fonctionnement de l'Union européenne » qui indique notamment : « aucune des dispositions de l'article 222 ne vise à porter atteinte au droit d'un autre État membre de choisir les moyens les plus appropriés pour s'acquitter de son obligation de solidarité à l'égard dudit État membre ».

#### Décision-cadre du Conseil du13 juin 2002
La Décision-cadre du Conseil du 13 juin 2002 relative à la lutte contre le terrorisme spécifie dans son article 1er que : 
« 
[…] soient considérés comme infractions terroristes les actes intentionnels visés aux points a) à i), tels qu'ils sont définis comme infractions par le droit national, qui, par leur nature ou leur contexte, peuvent porter gravement atteinte à un pays ou à une organisation internationale lorsque l'auteur les commet dans le but de:
- gravement intimider une population ou
- contraindre indûment des pouvoirs publics ou une organisation internationale à accomplir ou à s'abstenir d'accomplir un acte quelconque ou
- gravement déstabiliser ou détruire les structures fondamentales politiques, constitutionnelles, économiques ou sociales d'un pays ou une organisation internationale;
a) les atteintes contre la vie d'une personne pouvant entraîner la mort;
b) les atteintes graves à l'intégrité physique d'une personne;
c) l'enlèvement ou la prise d'otage;
d) le fait de causer des destructions massives à une installation gouvernementale ou publique, à un système de transport, à une infrastructure, y compris un système informatique, à une plate-forme fixe située sur le plateau continental, à un lieu public ou une propriété privée susceptible de mettre en danger des vies humaines ou de produire des pertes économiques considérables;
e) la capture d'aéronefs et de navires ou d'autres moyens de transport collectifs ou de marchandises;
f) la fabrication, la possession, l'acquisition, le transport ou la fourniture ou l'utilisation d'armes à feu, d'explosifs, d'armes nucléaires, biologiques et chimiques ainsi que, pour les armes biologiques et chimiques, la recherche et le développement;
g) la libération de substances dangereuses, ou la provocation d'incendies, d'inondations ou d'explosions, ayant pour effet de mettre en danger des vies humaines;
h) la perturbation ou l'interruption de l'approvisionnement en eau, en électricité ou toute autre ressource naturelle fondamentale ayant pour effet de mettre en danger des vies humaines;
i) la menace de réaliser l'un des comportements énumérés aux points a) à h). »
Cette définition étant interchangeable avec celle d'un acte de guerre, la décision-cadre précise qu'elle « ne régit pas les activités des forces armées en période de conflit armé, […] et les activités menées par les forces armées d'un État dans l'exercice de leurs fonctions officielles ».

### Afrique
La Convention d'entraide judiciaire et d'extradition contre le terrorisme entre les États d'Afrique francophone a été conclue à Rabat le 16 mai 2008.

## Organisation dans l'Union européenne

### Raisons sous-tendant l'action à l'échelon européen
La conduite de la lutte contre le terrorisme au niveau européen répond notamment au développement de l'espace de liberté, de sécurité et de justice et repose sur plusieurs évolutions.
Tout d'abord, la lutte contre le terrorisme ne concerne plus uniquement le renseignement ce qui ouvre la voie à l'implication d'acteurs extérieurs, dont l'Union européenne.
En terme d'influence et de capacités à peser sur la scène internationale, l'échelon européen est également plus pertinent. Ainsi, les GAFA seront plus facilement sensibles aux décisions européennes communes qu'aux décisions prises au niveau national.
Par ailleurs, les échanges au niveau européen permettent d'améliorer la prise de décisions en favorisant les échanges de points de vue.

### Coordination au niveau européen
Dès 1968, le club de Berne est institué entre les services de renseignements européens (mais hors de toute implication des institutions de l'Union européenne).
En 1976, le groupe TREVI est institué au niveau européen pour faciliter et améliorer l'échange d'informations.
Bien que les mesures de sécurité employées dépendent avant tout des États eux-mêmes, l'Union européenne a également mis en place un Coordinateur de l'Union européenne pour la lutte contre le terrorisme. 
Depuis les années 2010, les attentats menés sur le sol européen a mené les gouvernements à approfondir la coopération au niveau européen dans le domaine de la Justice et des affaires intérieures (ancien troisième pilier intergouvernemental de l'Union européenne). Le lutte contre le terrorisme est depuis intégrée dans le cadre de l'espace de liberté, de sécurité et de justice (notamment au niveau du droit pénal européen, etc.).

## Procédés dans l'Union européenne
L'UE lutte activement contre le terrorisme via divers dispositifs et plans d'action : restrictions d'accord de visas ou de départs vers les pays « sensibles » (Syrie, Libye, Afghanistan, ...) où, dans certains cas, les auteurs d'attentats sont allés s'entraîner avant de revenir avec armes et expérience, patrouilles des forces de l'ordre, etc. Cependant, malgré toutes ces mesures, des attaques ont tout de même pu être perpétrées comme l'attentat contre le magazine Charlie Hebdo en janvier 2015, à Paris, ou celui de Copenhague peu après.
En 2013, les condamnations pour terrorisme dans l'Union européenne concernent essentiellement des séparatistes, notamment l'ETA, les groupes républicains, et le PKK.
En 2013, les peines de prison prononcées pour terrorisme dans l'UE varient entre trois ans et la prison à vie. La moyenne est de vingt-sept ans en Grèce, quatorze ans en Irlande et quatre ans en Allemagne. En moyenne, les peines prononcées sont de dix-huit ans pour le terrorisme de gauche, treize ans pour le terrorisme séparatiste, et quatre ans pour le terrorisme d'inspiration religieuse.
Dans certains cas, les terroristes sont placés dans une clinique psychiatrique.

## Dans la culture populaire

### Littérature
- Le roman Rainbow Six de Tom Clancy, ainsi que la série de jeux vidéo du même nom, met en œuvre une unité de forces spéciales, l'équipe Rainbow, dans sa lutte contre le terrorisme.
- Nora Lakheal, Agente d’élite. Le récit inspirant d’une enfant de Barbès, Max Milo éditions, 2020, 300 p. (ISBN 2315009464). Ce livre est un témoignage de la lutte anti-djihadiste en France au début des années 2000 par les Renseignements généraux.

### Télévision
- La série 24 Heures chrono montre une agence gouvernementale, la Cellule anti-terroriste, qui lutte en 24 heures contre une série de menaces terroristes.

### Jeux vidéo
La série de jeux vidéo Counter-Strike met en scène des batailles opposants des terroristes aux antiterroristes.
Dans Call of Duty: Modern Warfare 2 et Call of Duty: Modern Warfare 3, le joueur incarne un membre d'une unité d'élite, la « Task Force 141 », spécialement destinée à la lutte contre le terroriste russe Makarov (on remarquera que Makarov est le nom d'un célèbre pistolet russe) et son organisation.